# Delftse Studenten Roeivereniging Proteus-Eretes
De Delftse Studenten Roeivereniging Proteus-Eretes is een studentenroeivereniging uit Delft, in de Nederlandse provincie Zuid-Holland.
De vereniging is opgericht op 7 juli 1947 door Gerrit Athmer als de V.R.V. (Virgilius Roei Vereniging) Proteus, roeiondervereniging van K.S.V. Sanctus Virgilius. In 1969 werden de banden met Sanctus Virgilius verbroken en werd de D.S.R. Proteus een zelfstandige vereniging. Deze fuseerde in 1970 met de in 1966 opgerichte open studentenroeivereniging Eretes en aldus ontstond D.S.R. Proteus-Eretes. Van de fuifroeivereniging die zij toen was, is Proteus-Eretes door de jaren een topsportvereniging geworden.
Op de Olympische Spelen van London 2012 was Proteus-Eretes vertegenwoordigd met 5 topsporters en werd daarmee bekroond tot best presterende roeivereniging op Olympische Spelen en Wereldkampioenschappen roeien.

## Geschiedenis
VRV Proteus werd in 1947 door Gerrit Athmer opgericht als ondervereniging van K.S.V. Sanctus Virgilius, de grootste studentengezelligheidsvereniging van Delft. In 1970 fuseerde Proteus met de in 1966 opgerichte open studentenroeivereniging Eretes. Tegelijkertijd werden de banden met Virgiel verbroken en Proteus-Eretes werd een zelfstandige studentenroeivereniging.

## Grote overwinningen
Regelmatig zijn er uitzendingen naar World Cups, WK's, WK's voor onder de 23 (WU23) en Studenten WK's (FISU). De opvallendste prestatie is de overwinning in 2007 van de lichte mannen acht met stuurman, waarvan 5 leden van Proteus-Eretes, waarmee zij op het WK in München wereldkampioen werden.

### Olympische Spelen
| Jaar | Veld | Plaats | Roeier(s)                           |
| ---- | ---- | ------ | ----------------------------------- |
| 1968 | M2x  | Zilver | Harry Droog                         |
| 1996 | M8+  | Goud   | Niels van der Zwan                  |
| 2000 | W8+  | Zilver | Carin ter Beek                      |
| 2004 | M8+  | Zilver | Gerritjan Eggenkamp                 |
| 2012 | W8+  | Brons  | Chantal Achterberg, Sytske de Groot |
| 2016 | W4x  | Zilver | Chantal Achterberg                  |
| 2016 | M8+  | Brons  | Peter Wiersum(stuurman)             |
| 2021 | W4-  | Zilver | Ellen Hogerwerf                     |
| 2021 | W2x  | Brons  | Roos de Jong                        |
| 2024 | W4x  | Zilver | Roos de Jong                        |

### Wereldkampioenschappen
| Jaar | Veld | Plaats | Roeier(s)                                                                              |
| ---- | ---- | ------ | -------------------------------------------------------------------------------------- |
| 1966 | M2x  | Goud   | Harry Droog                                                                            |
| 1990 | M4-  | Zilver | Niels van der Zwan                                                                     |
| 1994 | M8+  | Zilver | Niels van der Zwan                                                                     |
| 1995 | M8+  | Zilver | Niels van der Zwan                                                                     |
| 1997 | LW4x | Brons  | Hedi Poot                                                                              |
| 1998 | W4-  | Brons  | Carin ter Beek                                                                         |
| 2001 | LW4x | Brons  | Hedi Poot                                                                              |
| 2001 | W8+  | Brons  | Carin ter Beek                                                                         |
| 2002 | LW4x | Zilver | Judith van Os                                                                          |
| 2007 | LM8+ | Goud   | Arnoud Greidanus, Alwin Snijders, Tom van den Broek, Marshall Godschalk, Peter Wiersum |
| 2009 | W8+  | Zilver | Chantal Achterberg, Sytske de Groot                                                    |
| 2009 | M8+  | Brons  | Peter Wiersum(stuurman)                                                                |
| 2009 | W4-  | Goud   | Chantal Achterberg                                                                     |
| 2010 | W4-  | Goud   | Chantal Achterberg                                                                     |
| 2011 | W4-  | Brons  | Ellen Hogerwerf                                                                        |
| 2012 | LM2- | Zilver | Arnoud Greidanus                                                                       |
| 2015 | M8+  | Brons  | Peter Wiersum(stuurman)                                                                |
| 2015 | W4x  | Brons  | Chantal Achterberg                                                                     |
| 2019 | W2x  | Brons  | Roos de Jong                                                                           |
| 2019 | W4-  | Zilver | Ellen Hogerwerf                                                                        |
| 2022 | W2x  | Zilver | Roos de Jong                                                                           |
| 2022 | W8+  | Zilver | Roos de Jong                                                                           |

## Vlag en Tenue

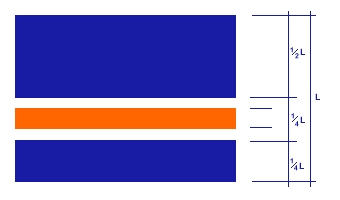
Vlag

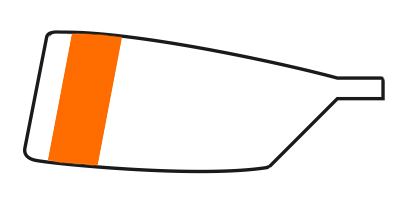
Roeiblad

Bij de fusie in 1970 zijn van beide verenigingen kleuren meegenomen daaruit zijn vlag, tenue en roeiblad geconstrueerd.

### Vlag
De kleuren van de vlag zijn gekozen na de fusie. V.R.V. Proteus wilde de kleuren blauw en wit handhaven, D.S.R. Eretes wilde de kleuren groen en oranje. Na veel naaiwerk kwam de oplossing tot stand: de witte band (van Proteus) werd aangevuld met een oranje band van Eretes. De vlag van D.S.R. Proteus-Eretes is daarmee ultramarijn, met een wit-oranje-witte balk over de volle breedte. De verhouding hiervan is 1/2, 1/16, 1/8, 1/16, 1/4.

### Tenue
De kleuren van de vlag zijn ook te vinden op het wedstrijdshirt van de vereniging. Onder het shirt wordt een hemelsblauwe broek gedragen. Indien een roeier de overgangsstatus heeft bereikt verkrijgt hij/zij het recht om in een roeipakje (broek en bovenlijf uit een deel) te starten. Daarmee wordt het ultramarijn van het shirt vervangen door hemelsblauw.

### Roeiblad
Het roeiblad van Proteus-Eretes is het witte blad van Proteus met de oranje baan van Eretes.

## Gebouw

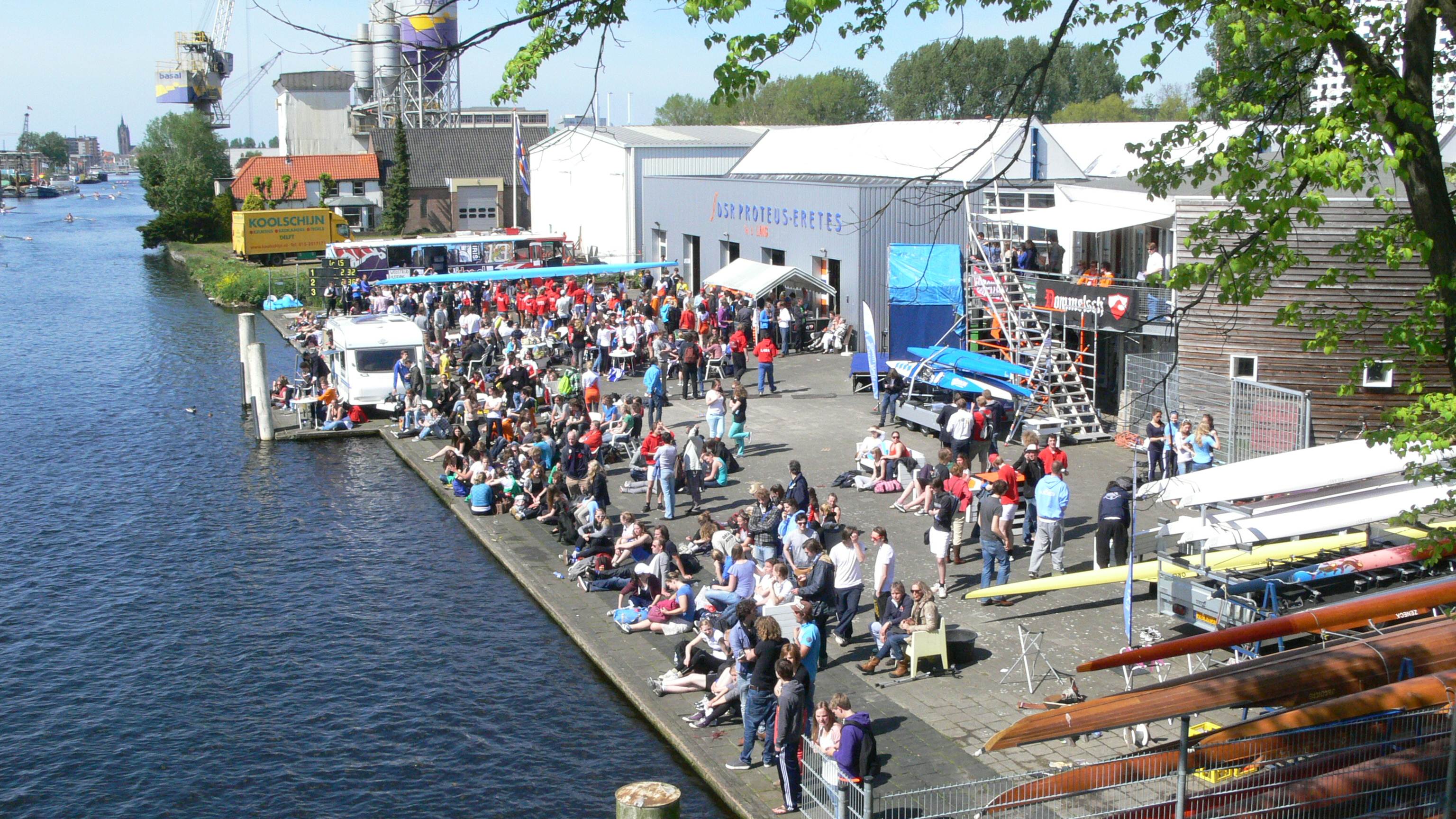
'De Beuk' en de loods

Proteus-Eretes was jaren gevestigd in het pak- en kuiphuis van het monumentale 17e-eeuwse Kruithuis. Deze locatie werd in de zeventiger jaren door de gemeente Delft toegewezen als tijdelijke oplossing, totdat de nieuw aan te leggen roeibaan in de Delftse Hout gerealiseerd zou zijn. Dit project werd afgeblazen. Sinds 1997 is de vereniging gehuisvest in een omgebouwde loods recht tegenover de oude locatie. Deze locatie had in 2005 een van de grootste Nederlandse botenloodsen voor roeiboten met ernaast een nieuw door Gunnar Daan ontworpen verenigingsgebouw, 'de Beuk'.

## Activiteiten
Proteus-Eretes had in 2017 833 leden en is daarmee de derde studentenvereniging in Delft.

### Jaarlijkse wedstrijden
- februari: Van Oord WinterWedstrijden, opening nationaal wedstrijdroeiseizoen.
- mei: Proteus-Eretes in 't Lang, een van de grootste competitiewedstrijden in Nederland.

### Meer 'traditionele' activiteiten
- OWee
- Inroeitijd (september)
- Eerste onderlinge wedstrijden (oktober)
- Inauguratie (oktober)
- Vlotenkerstdiners
- Nieuwjaarsborrel
- Kruithuisbokaal
- Intraining (januari)
- Tweede onderlinge wedstrijden (februari)
- Ouderdag (Hemelvaartsdag)
- Verenigingskampioenschappen (mei)
- Diesweek (juli)
- Uittraining